# Kapitan Conan
Kapitan Conan (fr. Capitaine Conan) – francuski dramat wojenny z 1996 roku w reżyserii Bertranda Taverniera, zrealizowany na podstawie powieści Rogera Vercela. Zdjęcia kręcono w Saint-Suliac (departament Ille-et-Vilaine) oraz w Bukareszcie.

## Fabuła
Bałkany, I wojna światowa zbliża się ku końcowi. Na pogranicze grecko-bułgarskie trafia 50-osobowy oddział żołnierzy pod wodzą kapitana Conana. Jego żołnierze są waleczni i odważni, ale też brutalni – walczą wręcz, a ich motto brzmi: "Zapominamy o braniu jeńców". Kiedy wojna dobiega końca, oddział Conana trafia do Bukaresztu, gdzie odkrywa, że jego żołnierze i on sam nie potrafią dostosować się do życia w pokoju, a ich brutalne zachowanie nie może być tolerowane. Jego przyjaźń z porucznikiem Norbertem jest wystawiona na próbę, gdy okazuje się, że Norbert jest prokuratorem wojskowym, a kapitan ma stanąć przed sądem wojskowym.

## Obsada
- Philippe Torreton - Kapitan Conan
- Samuel Le Bihan - Norbert
- Bernard Le Coq - Porucznik De Scève
- Catherine Rich - Madeleine Erlane
- François Berléand - Komendant Bouvier
- Claude Rich - Generał Pitard de Lauzier
- André Falcon - Pułkownik Voirin
- Claude Brosset - Père Dubreuil
- Crina Muresan - Ilyana
- Cécile Vassort - Georgette
- François Levantal - Forgeol
- Pierre Val - Jean Erlane
- Roger Knobelspiess - Major Cuypene
- Laurent Schilling - Beuillard
- Jean-Yves Roan - Rouzic
- Philippe Héliès - Grenais
- Tonio Descanvelle - Caboulet
- Eric Savin - Armurier
- Olivier Loustau - Mahut
- Jean-Marie Juan - Lethore
- Eric Thannberger - Louberac
- Sandrine Desio - Fréhel

## Nagrody i nominacje (wybrane)
Cezary (1997)
- Najlepsza reżyseria - Bertrand Tavernier (ex aequo z Patricem Lecontem za Śmieszność)
- Najlepszy aktor - Philippe Torreton
- Najlepszy film - Bertrand Tavernier (nominacja)
- Najlepszy scenariusz oryginalny lub adaptowany - Bertrand Tavernier, Jean Cosmos (nominacja)
- Najlepsza scenografia - Guy-Claude François (nominacja)
- Najlepsze kostiumy - Agnès Evein, Jacqueline Moreau (nominacja)
- Najlepszy dźwięk - Gérard Lamps, Michel Desrois (nominacja)
- Najbardziej obiecujący aktor - Samuel Le Bihan (nominacja)
- Najbardziej obiecujący aktor - Philippe Torreton (nominacja)